# Carolina Gudiño Corro
Luz Carolina Gudiño Corro (Veracruz, 19 de noviembre de 1981) es una política mexicana, que se convirtió en la presidenta municipal de la ciudad de Veracruz. Gudiño Corro estudió licenciatura en Derecho por la Universidad Cristóbal Colón y realiza una maestría en Gestión Pública Aplicada por el Instituto Tecnológico y de Estudios Superiores de Monterrey. Fue diputada local por el distrito XX en la LXI Legislatura del Congreso del Estado de Veracruz. Fue diputada federal por el distrito XII en la LXI Legislatura del Congreso de la Unión de México. Ha publicado 2 libros: Emprender el Vuelo y Hablemos de Mujeres, en 2002 y 2007 respectivamente.

## Biografía
Carolina Gudiño, es hija de Luz María Corro de Gudiño y de Don Manuel Gudiño Rendón.
Inició su carrera política en 1999, en las filas del Partido Revolucionario Institucional a los 17 años de edad como coordinadora de mujeres jóvenes en la precampaña al senado del licenciado Fidel Herrera Beltrán; participó en la Fundación Colosio y como coordinadora de trabajos electorales en procesos internos y externos del partido en el estado de Veracruz.
Creó una asociación civil que lleva su nombre, con la finalidad de apoyar y atender las necesidades básicas de la población. Para reforzar lo anterior, abrió un espacio a la voz popular en el programa de radio “Ahora con más Fuerza”, a través de la emisora RN 96.5 FM en Veracruz.
En abril de 2008, como diputada local, apoyó la Iniciativa de Ley de Protección de Derechos de Niñas, Niños y Adolescentes para el Estado de Veracruz de Ignacio de la Llave.
Además de su intensa carrera política, ha sido docente de asignaturas como: Historia Mundial Contemporánea y Derecho Electoral y Parlamentario. Presidenta del Club Universidad Cristóbal Colón Toastmasters Internacional.
En el 2010, es postulada a la alcaldía de Veracruz por la coalición Veracruz para Adelante, conformada por militantes y simpatizantes de las fuerzas políticas Verde Ecologista, Partido Revolucionario Institucional y Vía Veracruzana.
El 1 de enero de 2011 toma protesta como presidenta municipal de la Ciudad y Puerto de Veracruz, convirtiéndose en la primera mujer que preside el Ayuntamiento más antiguo de América Continental.

## Carrera política
- Fue Presidenta Municipal de H. Ayuntamiento de Veracruz, periodo 2011-2013 http://www.veracruzmunicipio.gob.mx/ Página del Ayuntamiento] 
* Legisladora que a nombre de los Diputados y Senadores de todo el país de la fracción del PRI, fijó el posicionamiento ante el Tercer Informe del Presidente de la República.
- Diputada por mayoría relativa del Distrito 12, de Veracruz, en la LXI Legislatura del Congreso de la Unión de México.

LXI Legislatura
- Diputada y presidenta de la Mesa Directiva de la LXI Legislatura del Estado de Veracruz de Ignacio de la Llave.
- Directora del Programa Estatal para las Mujeres del Estado de Veracruz; y fundadora del Instituto Veracruzano de las Mujeres.
- Presidenta Fundación Carolina Gudiño A.C.
- Consejera Política Estatal y Nacional del Partido Revolucionario Institucional.
- Presidenta de la Comisión de Desarrollo Político de la Fundación Colosio Filial Municipio de Veracruz PRI.
- Presidenta de la Comisión de Federalismo y Desarrollo Regional del Consejo Político Estatal PRI.
- Coordinadora de mujeres en la Precampaña del licenciado Fidel Herrera Beltrán al Senado de la República, por el PRI.

## Estudios
- Realizó sus estudios básicos en la ciudad de Veracruz, en el Instituto Pedagógico Pacelli y el Centro de Estudios Cristóbal Colón.
- Se graduó como abogada en la Facultad de Derecho, de la Universidad Cristóbal Colón.
- Realiza estudios de posgrado en la Maestría en Gestión Pública Aplicada, por el Tecnológico de Monterrey.

## Publicaciones
- Ha publicado artículos en varios periódicos de circulación local y nacional, además de escribir dos libros: Hablemos de mujeres (2007) y Emprender el vuelo (2002).